# Kalina vrásčitolistá
Kalina vrásčitolistá (Viburnum rhytidophyllum) je stálezelený keř s velkými tuhými listy, pocházející z Číny. Je pěstována jako okrasná dřevina.

## Popis
Kalina vrásčitolistá je stálezelený rozložitý, dosti řídce větvený keř, případně nízký strom, dorůstající výšky kolem 3 až 4 metrů. Mladé větve jsou přímé, silné, hustě chlupaté, starší červenohnědé až černošedé a lysé. Listy jsou kožovité a tuhé, na líci nápadně svraštělé a lesklé, na rubu šedě až žlutavě hvězdovitě plstnaté s nápadně vyniklou žilnatinou. Čepel listů je vejčitě eliptická až vejčitě kopinatá, obvykle 8 až 15 cm dlouhá, špičatá až přitupělá, na bázi zaoblená až slabě srdčitá, na okraji celokrajná nebo nevýrazně oddáleně pilovitá. Žilnatina je zpeřená, se 6 až 12 páry postranních žilek, které se spojují před dosažením okraje listu. Řapík je chlupatý, 1 až 3 cm dlouhý. Květenství jsou velká, 10 až 20 cm široká, plochá až mírně vypouklá, s chlupatými stopkami, bez sterilních květů. Květy jsou smetanově bílé až nažloutlé, asi 5 mm široké. Kvete v květnu až červnu. Plody jsou zprvu červené, později černé, elipsoidní, asi 8 mm dlouhé peckovice.

## Rozšíření
Kalina vrásčitolistá je přirozeně rozšířena v lesích střední Číny v provinciích Kuej-čou, Chu-pej, Šen-si a S’-čchuan v nadmořské výšce 700 až 2400 m.

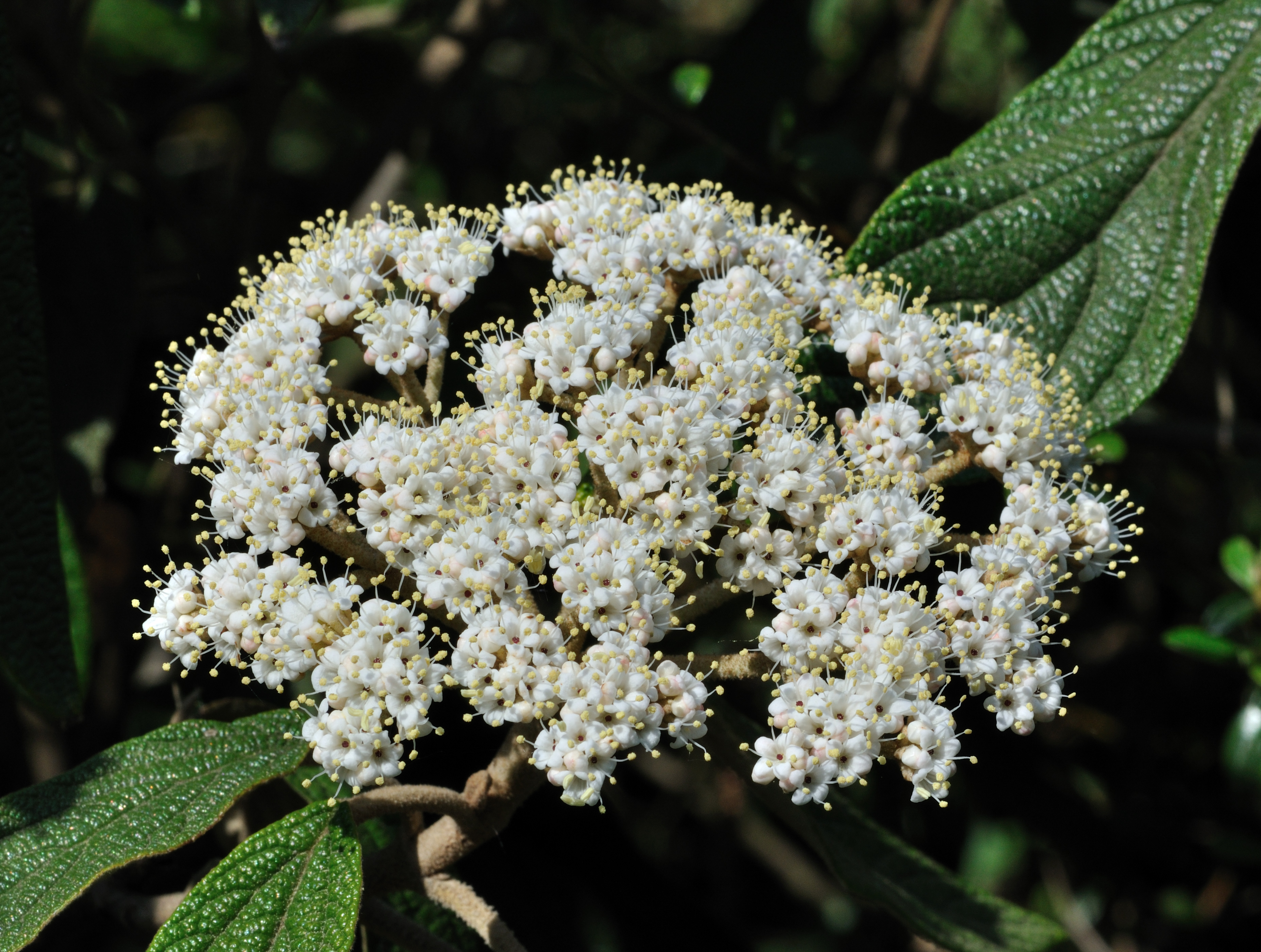
Květenství
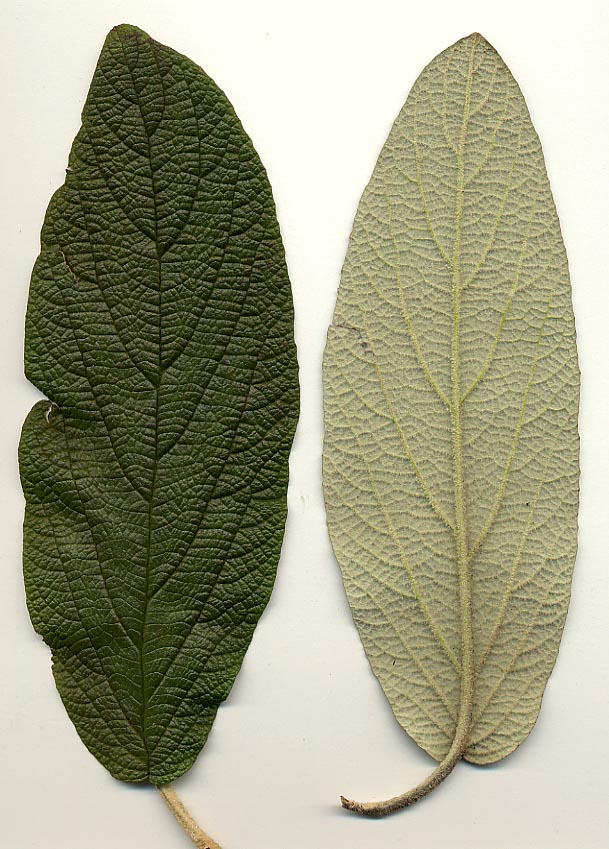
Detail listů
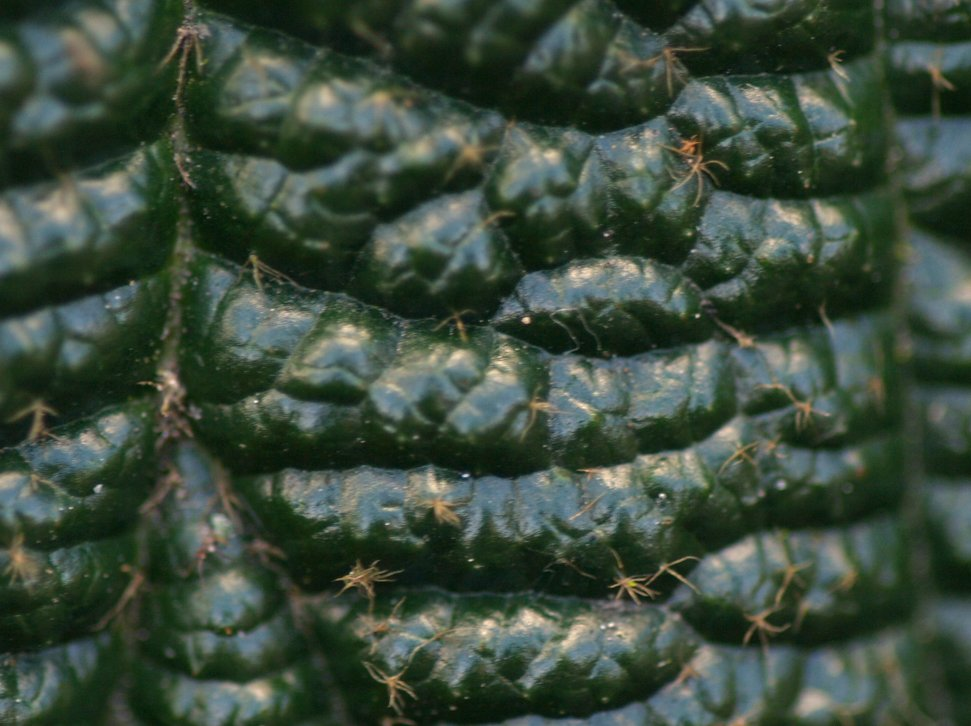
Povrch líce listu
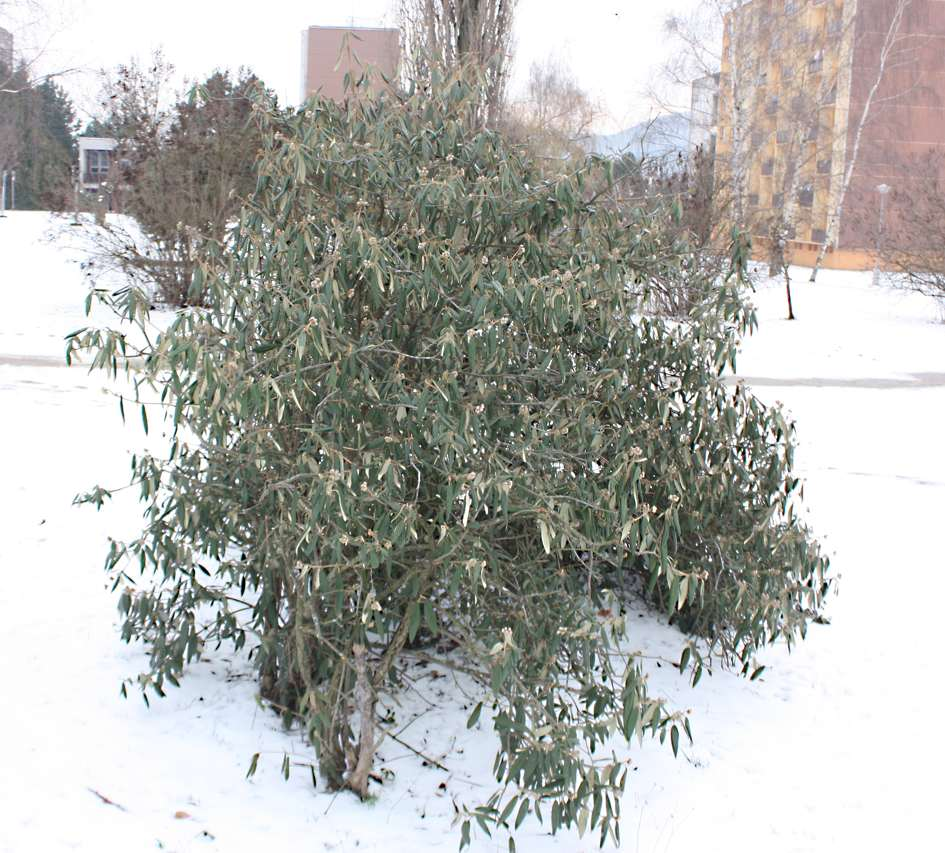
Keř v zimě
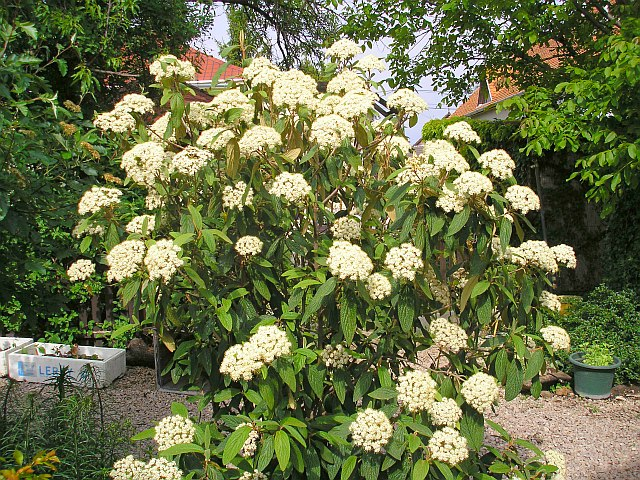
Kvetoucí keř

## Význam
Kalina vrásčitolistá je oblíbená a hojně pěstovaná okrasná dřevina, nápadná v každé roční době velkými, svraskalými, sytě zelenými listy. Do kultury byla zavedena v roce 1900, v Čechách se poprvé objevila v roce 1910 v Průhonickém parku. Kultivarů není mnoho. Pěstují se i někteří její kříženci, zvláště kalina pražská (V. x pragense) a kalina vrásčitá (V. rhytidophylloides).

## Pěstování
Tento druh vyžaduje polostinné chráněné stanoviště, v našich podmínkách je však poměrně odolná. Množí se podobně jako jiné stálezelené kaliny polovyzrálými letními řízky, sbíranými v srpnu a září. Pro výsev je třeba sklidit plody před plnou zralostí a ihned vysít, jinak je nutno semena stratifikovat. Semenáčky vzcházejí v červenci až srpnu. Často se kříží s jinými druhy kalin.